# Herbert Schwiegk
Georg Eugen Herbert Schwiegk (* 23. März 1906 in Charlottenburg; † 2. März 1988) war ein deutscher Internist, Hochschullehrer und Kreislaufforscher.

## Leben
Der Musikersohn Schwiegk absolvierte nach dem Abschluss seiner Schullaufbahn von 1924 bis 1929 ein Studium der Medizin an den Universitäten Berlin und Freiburg. Schwiegk promovierte 1929 mit der 1930 veröffentlichten Dissertation Der Einfluß der Kohlensäureatmung und Hyperventilation auf die Blutgeschwindigkeit des Menschen zum Dr. med. Nach dem Studium war Schwiegk zunächst als Assistenzarzt und später als Oberarzt an der II. medizinischen Klinik der Charité in Berlin tätig. Schwiegk habilitierte sich 1936 mit der Schrift Die Störungen der nervösen Kreislaufregulationen (mit bes. Berücks. d. Lungenkreislaufes).
Schwiegk war ab 1933 Mitglied der SA und trat der NSDAP 1937 bei. Zudem gehörte er den NS-Organisationen NSV, NS-Lehrerbund und dem NS-Dozentenbund an. Während des Zweiten Weltkrieges wurde Schwiegk zur Militärärztlichen Akademie abkommandiert, wo er am Institut für physiologische und Wehrchemie tätig war. Schwiegk nahm an der Tagung über Ärztliche Fragen bei Seenot und Winternot am 26. und 27. Oktober 1942 teil, wo auch über die „Unterkühlungsversuche“ im KZ Dachau referiert wurde. Die Untersuchungen Schwiegks und Wassili Wassiljewitsch Parins führten zur Entdeckung des Parin-Schwiegk-Reflexes.
Nach Kriegsende war Schwiegk von 1946 bis 1951 als Oberarzt an der Medizinischen Poliklinik tätig und war ab 1948 zudem außerplanmäßiger Professor an der Universität Heidelberg. Danach wechselte Schwiegk als Professor für Innere Medizin an die Universität Marburg, wo er ebenfalls in Personalunion die Universitätspoliklinik leitete. Ab 1956 war Schwiegk ordentlicher Professor für Innere Medizin an der Universität München, wo er wiederum zusätzlich die I. Medizinische Universitätsklinik leitete.
Schwiegk war Herausgeber bzw. Mitherausgeber der Klinischen Wochenschrift, des Kongresszentralblatts für die gesamte Innere Medizin der Zeitschrift für ges. experimentelle Medizin sowie des Handbuchs der Inneren Medizin. Ihm wurde 1987 das Bundesverdienstkreuz am Bande verliehen.

## Werke
Herbert Schwiegk (Hrsg.): Nierenkrankheiten, in: Handbuch der inneren Medizin, 5. Auflage, 8. Band, 3 Teile, Springer-Verlag, Berlin / Heidelberg / New York 1968, LVI, 3172 Seiten.